# Ледида, Александр Александрович
Александр Александрович Ледида (укр. Олександр Олександрович Ледида; род. 28 сентября 1957 года, c. Барвинок, Ужгородский район, Закарпатская область, Украинская ССР) — украинский государственный и политический деятель, народный депутат Украины V созыва (2006—2007), председатель Закарпатской областной государственной администрации с 18 марта 2010 года по 2 марта 2014 года, депутат Закарпатского областного совета с 2010 года, президент гандбольного клуба «Карпаты Ужгород», вице-президент Федерации гандбола Украины.

## Биография
Родился 28 сентября 1957 года в селе Барвинок Ужгородского района Закарпатской области.
В 1963 году окончил начальную школу в селе Барвинок, в 1974 году окончил среднюю школу в Ужгороде. В 1980 году окончил Ужгородский техникум электронных приборов, в 1989 году окончил экономический факультет Ужгородского государственного университета.
Трудовую деятельность начинал на Ужгородском машиностроительном заводе. В 1975 году начал работать на заводе слесарем, одновременно учился на вечернем отделении Ужгородского техникума электронных приборов. После прохождения с 1975 по 1977 год срочной службы в армии продолжал работать на Ужгородском машиностроительном заводе.
С 1980 до 1984 года работал на различных должностях на предприятиях «Красноярскхимлес», «Южтранстехмонтаж», «Югозаптрансстрой». С 1984 по 1989 года работал старшим экономистом на Ужгородском фурнитурном заводе «Большевик», следующие два года работал в кооперативе «Огонёк». С 1991 по 1998 год был директором частного предприятия «Латекс».
С 2001 по 2002 год являлся председателем Закарпатского регионального отделения Союза предпринимателей малых, средних и приватизированных предприятий Украины. С 2002 по 2006 год был председателем наблюдательного совета «Межгорского лесокомбината».
С 1998 по 1999 год занимал должность заместителя председателя Ужгородской районной государственной администрации, с 1999 по 2001 год был заместителем председателя Закарпатской областной государственной администрации. На парламентских выборах 2002 года руководил районным штабом блока Виктора Ющенко «Наша Украина». С февраля 2004 года был председателем закарпатского областного отделения Партии регионов. 
С 2006 по 2007 год являлся народным депутатом Украины 5 созыва.
18 марта 2010 года указом президента Украины Виктора Януковича назначен председателем Закарпатской областной государственной администрации. Во время Евромайдана 22 февраля 2014 года написал заявление об отставке, 2 марта 2014 года был снят с должности.
На местных выборах в октябре 2010 года избран депутатом Закарпатского областного совета от Партии регионов, на местных выборах в октябре 2015 года переизбран в областной совет от «Оппозиционного блока», на местных выборах в октябре 2020 года переизбран депутатом областного совета от партии «За будущее»

## Награды
- Орден «За заслуги» IIІ степени (23 августа 2011 года) — за значительный личный вклад в становление независимости Украины, утверждение её суверенитета и международного авторитета, заслуги в государствообразующей, социально-экономической, научно-технической, культурно-образовательной деятельности, добросовестное и безупречное служение Украинскому народу[7]